# ماكسيم (مغني)
ماكسيم (بالإنجليزية: Maxim Reality)‏ هو مغني بريطاني، ولد في 21 مارس 1967 في بيتربرة في المملكة المتحدة.

## وصلات خارجية
- الموقع الرسمي
- ماكسيم بالمر على موقع IMDb (الإنجليزية)
- ماكسيم بالمر على موقع ميوزك برينز (الإنجليزية)
- ماكسيم بالمر على موقع أول ميوزيك (الإنجليزية)
- ماكسيم بالمر على موقع ديسكوغز (الإنجليزية)
- ماكسيم بالمر على موقع ديسكوغز (الإنجليزية)